# Assemblea nazionale (Ungheria)

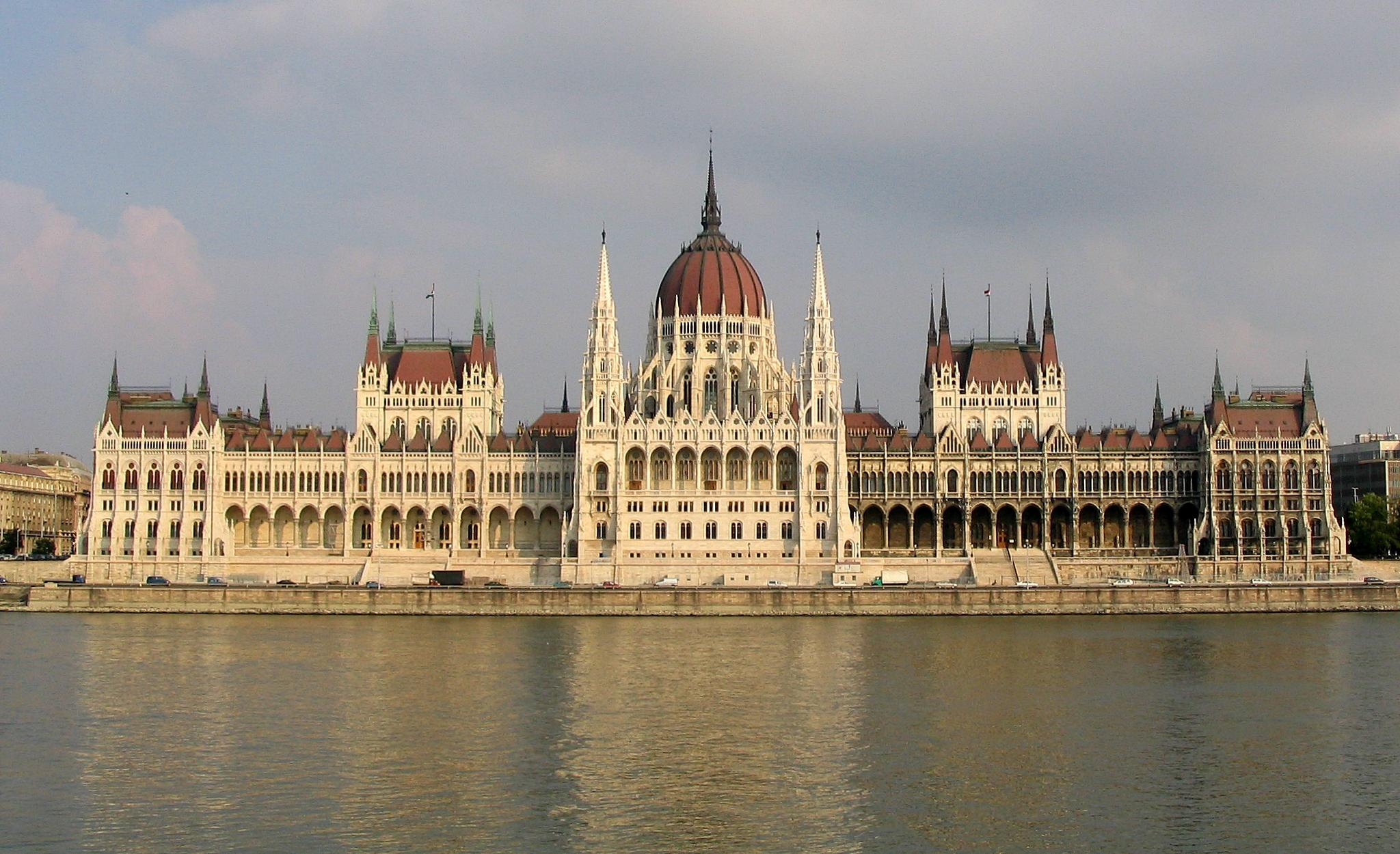
Vista del Palazzo del Parlamento dal Danubio

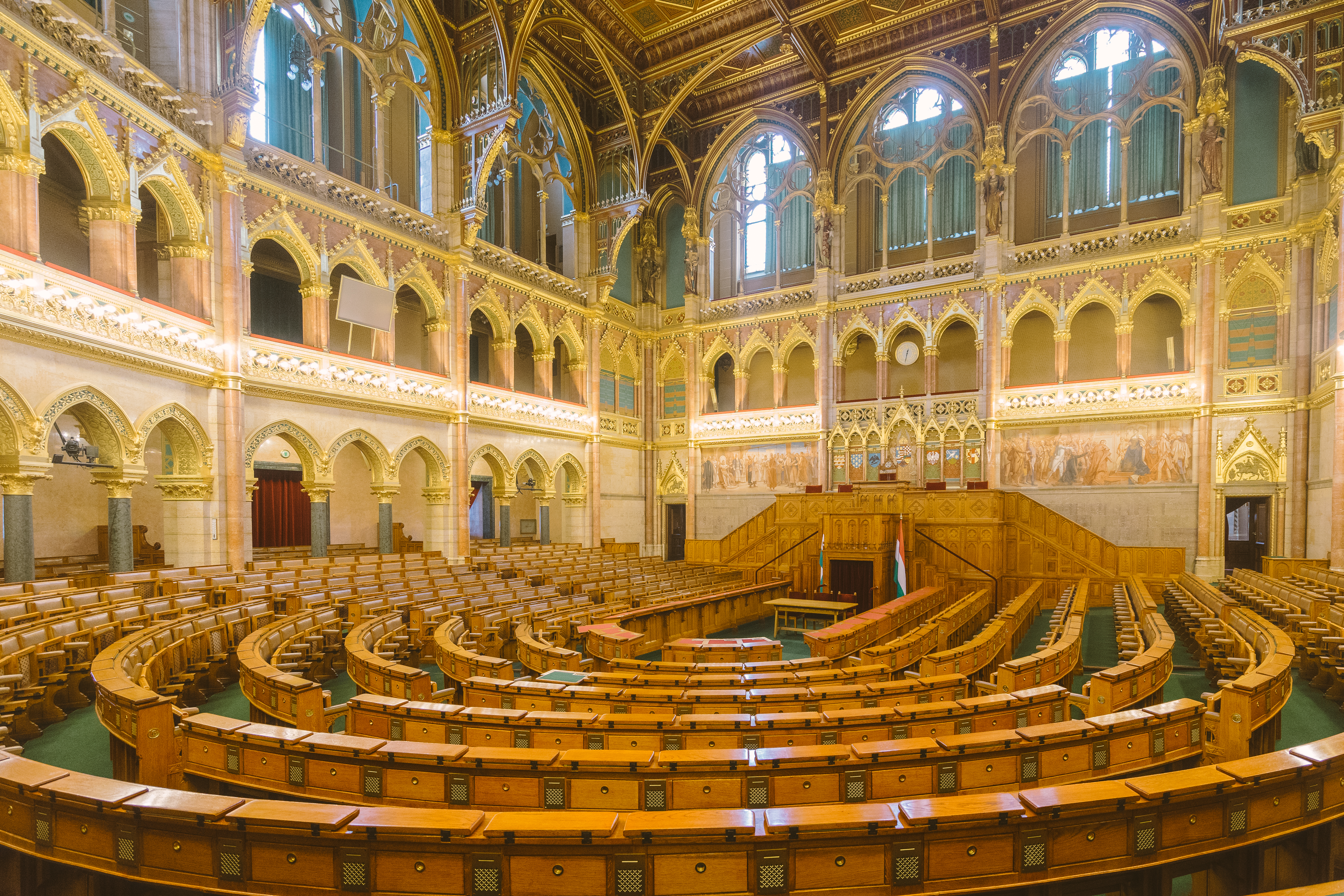
Aula parlamentare da un seggio

L'Assemblea nazionale (in ungherese: Országgyűlés, letteralmente "Assemblea del Paese") è il parlamento monocamerale dell'Ungheria. 
L'assemblea è formata da 199 membri, eletti per un mandato quadriennale. L'elezione dei membri avviene utilizzando un sistema semi-proporzionale: un maggioritario misto con voti di trasferimento e voto di preferenza. Per ottenere un seggio i partiti devono ottenere almeno il 5% dei voti per superare la soglia di sbarramento. L'Assemblea include 25 commissioni permanenti. 
La Corte costituzionale ungherese può bloccare una legge se ritenuta contraria alla costituzione.
Dal 1902, l'assemblea legislativa ungherese si riunisce al palazzo del Parlamento Ungherese a Budapest.

## Storia
La Dieta dell'Ungheria (ungherese: Országgyűlés) fu un'istituzione legislativa nel regno medievale dell'Ungheria a partire dagli anni 1290 e nei suoi stati successivi, l'Ungheria reale e il regno d'Ungheria asburgico durante tutto il periodo dell'era moderna. Il nome del corpo legislativo era originariamente "Parlamentum" durante il Medioevo, l'espressione "Dieta" acquisita principalmente nel periodo dell'era moderna. Si riunì a intervalli regolari con interruzioni durante il periodo dal 1527 al 1918, e di nuovo fino al 1946.
Gli articoli della dieta del 1790 stabilivano che la dieta doveva incontrarsi almeno una volta ogni 3 anni, ma poiché la dieta era stata chiamata dalla monarchia asburgica, questa promessa non fu mantenuta in diverse occasioni da allora in poi. Come risultato del Compromesso austro-ungarico, fu ricostituita nel 1867.
Il termine latino Natio Hungarica ("nazione ungherese") era usato per designare l'élite politica che aveva partecipato alla dieta, costituita dalla nobiltà, dal clero cattolico e da alcuni borghesi, indipendentemente dalla lingua o dall'etnia. Natio Hungarica era una categoria geografica, istituzionale e giuridico-politica.
Il carattere democratico del parlamento ungherese è stato ristabilito con la caduta della Cortina di ferro e la fine della dittatura comunista nel 1989. Il parlamento di oggi è ancora chiamato Országgyűlés proprio come nei tempi reali ma, per differenziare la dieta reale, si fa riferimento ora a essa come "Assemblea Nazionale".
A partire dalle elezioni del 2014, in seguito all’approvazione della nuova Costituzione del 2012 e della nuova legge elettorale attualmente in vigore (che prevede l’attribuzione di 106 seggi tramite il sistema maggioritario a turno unico e 93 seggi tramite il sistema proporzionale con il metodo D'Hondt in una circoscrizione nazionale con una soglia di sbarramento fissata al 5% per i partiti e al 10% per le coalizioni), i membri dell’Assemblea sono scesi da 386 a 199 e le elezioni si sono tenute in un solo appuntamento elettorale anziché in due come nelle tornate elettorali precedenti.

## Legislatura 2022-2026
Alle elezioni parlamentari del 2022, l'Unione Civica Ungherese (FIDESZ), in alleanza con il Partito Popolare Cristiano Democratico (KDNP), ha ottenuto 135 seggi in comune, di cui 117 per Fidesz e 18 per il KDNP. L’alleanza di opposizione, invece, formazione di sei partiti nata per sconfiggerla chiamata “Uniti per l'Ungheria”, ha ottenuto 57 seggi in comune, di cui 15 al partito Coalizione Democratica (DK), 10 al Movimento Momentum (MM), 10 al Partito Socialista Ungherese (MSZP), 10 al Movimento per un'Ungheria Migliore (Jobbik), 6 al Dialogo per l'Ungheria, 5 al Gruppo La Politica può essere Diversa (LMP) e 1 ad un candidato indipendente. Inoltre, un terzo partito, il Movimento Patria Nostra (MHM), ha ottenuto 6 seggi entrando per la prima volta in parlamento. Per quanto riguarda le liste delle minoranze, infine, un seggio è stato riconfermato al rappresentante dell'Autogoverno Nazionale dei Tedeschi in Ungheria (MNOÖ).
In seguito allo spoglio dei voti, il presidente di FIDESZ (e primo ministro uscente) Viktor Orbán è stato riconfermato alla guida del paese con un’ampissima maggioranza di oltre i 2/3 dei seggi.

## Presidenti dell'Assemblea nazionale (dal 1946)

### Fino al 1989
- Béla Varga 1946 - 1947
- Imre Nagy: 16 settembre 1947 - 8 giugno 1949
- Károly Olt: 8 giugno 1949 - 23 agosto 1949
- Lajos Drahos: 23 agosto 1949 - 18 maggio 1951
- Imre Dögei: 18 maggio 1951 - 14 agosto 1952
- Sándor Rónai: 18 agosto 1952 - 5 novembre 1962
- Erzsébet Metzker Vass: 21 marzo 1963 - 14 aprile 1967
- Gyula Kállai: 14 aprile 1967 - 12 maggio 1971
- Antal Apró: 12 maggio 1971 - 19 dicembre 1984
- István Sarlós: 19 dicembre 1984 -29 giugno 1988
- István Stadinger: 29 giugno 1988 - 8 marzo 1989

### Presidenti dell'Assemblea nazionale (dal 1989)

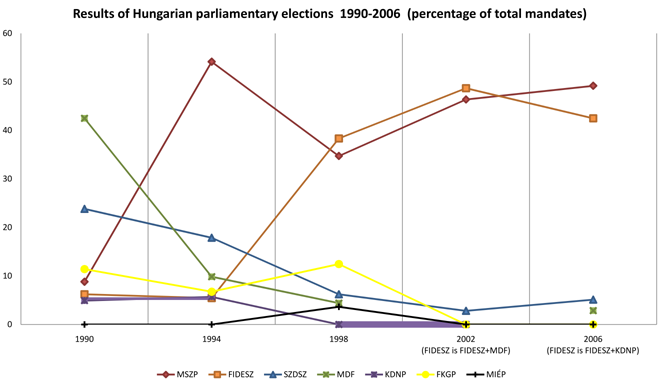
Andamento nel tempo dei voti riportati dai principali partiti

| N°   | Presidente dell'assemblea nazionale | Inizio Mandato    | Fine Mandato      | Partito      | Legislatura       |
| ---- | ----------------------------------- | ----------------- | ----------------- | ------------ | ----------------- |
| -    | Mátyás Szűrös                       | 10 marzo 1989 -   | 2 maggio 1990     | Indipendente | AC                |
| 1°   | Árpád Göncz                         | 2 maggio 1990     | 3 agosto 1990     | SZDSZ        | I                 |
| 2°   | György Szabad                       | 3 agosto 1990     | 28 giugno 1994    | FMD          | I                 |
| 3°   | Zoltán Gál                          | 28 giugno 1994    | 18 giugno 1998    | MSZP         | II                |
| 4°   | János Áder                          | 18 giugno 1998    | 15 maggio 2002    | Fidesz       | III               |
| 5°   | Katalin Szili                       | 15 maggio 2002    | 15 maggio 2006    | MSZP         | IV                |
| (5)° | Katalin Szili                       | 16 maggio 2006    | 14 settembre 2009 | MSZP         | V                 |
| 6°   | Béla Katona                         | 15 settembre 2009 | 14 maggio 2010    | MSZP         | V                 |
| 7°   | Pál Schmitt                         | 14 maggio 2010    | 5 agosto 2010     | Fidesz       | VI                |
| 8°   | László Kövér                        | 6 agosto 2010     | in carica         | Fidesz       | VI, VII, VIII, IX |